# Iulius Placidianus
Iulius Placidianus était un officier militaire romain du IIIe siècle. Membre de l'ordre équestre (vir perfectissimus) et préfet des vigiles, il fut envoyé en 268 ou 269 par Claude II en Narbonnaise, ralliée à lui après s'être séparée de l'Empire des Gaules, à la tête d'une petite armée suffisante pour dissuader les usurpateurs de marcher sur l'Italie, mais insuffisante pour venir au secours d'Autun assiégée par Victorinus et son armée en 269-270 (constituée de cavaliers et de vexillations : 5 000 à 10 000 hommes ?). Sa tâche était en fait de veiller sur la Gaule du sud et de préparer le terrain à la future reconquête des provinces Tout cela n'est pas dit dans la Prosopography of the Later Roman Empire[réf. nécessaire]. De fait, posté près de Grenoble (CIL XII 2228), les routes des environs et de l'axe du Rhône furent entretenues peut-être par cette petite armée (milliaires).
Pour ces services et sa fidélité, en un temps où beaucoup d'autres se rebellaient, Placidianus fut nommé préfet du prétoire par Claude II ou Aurélien et fut consul ordinaire en 273 ce qui lui conféra le rang sénatorial (vir clarissimus, sur l'inscription CIL XII 1551 incrustée dans le clocher de l'église Saint-Jean-Baptiste de Vif, en Isère).
C'est en 274 que vint Aurélien avec une armée qui n'était sans doute pas beaucoup plus grande, en prévision de la fusion opérée avec celle de Placidianus. Celui-ci participa certainement à la marche contre Tetricus[réf. nécessaire].